# Champaubert
Champaubert ist eine französische Gemeinde mit 123 Einwohnern (Stand 1. Januar 2022) im Département Marne in der Region Grand Est.

## Geographie
Champaubert liegt im Südwesten des Départements Marne im Quellbereich des Flusses Verdonnelle, der hier noch Ruisseau de la Fontaine Noire genannt wird. Nachbargemeinden von Champaubert sind Baye, Congy,  Fromentières, La Caure und La Chapelle-sous-Orbais.

## Geschichte
Im Februar 1814 besiegte Napoleon Bonaparte hier die Koalitionstruppen in der Schlacht bei Champaubert.
| Jahr      | 1962 | 1968 | 1975 | 1982 | 1990 | 1999 | 2007 | 2018 |
| --------- | ---- | ---- | ---- | ---- | ---- | ---- | ---- | ---- |
| Einwohner | 110  | 152  | 114  | 110  | 111  | 127  | 133  | 121  |

## Sehenswürdigkeiten

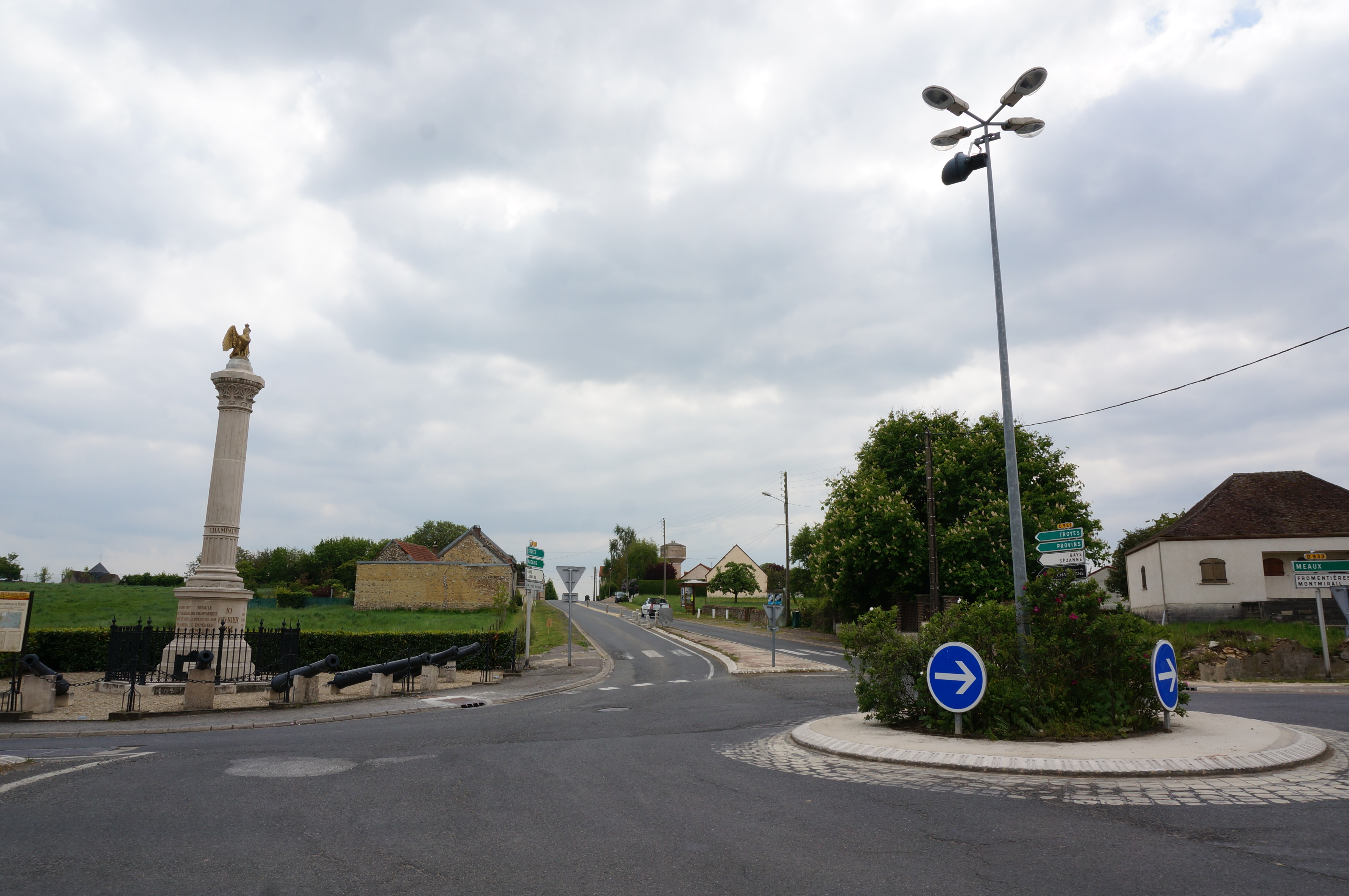
Gedenksäule für die Schlachten Napoleons im Februar 1814
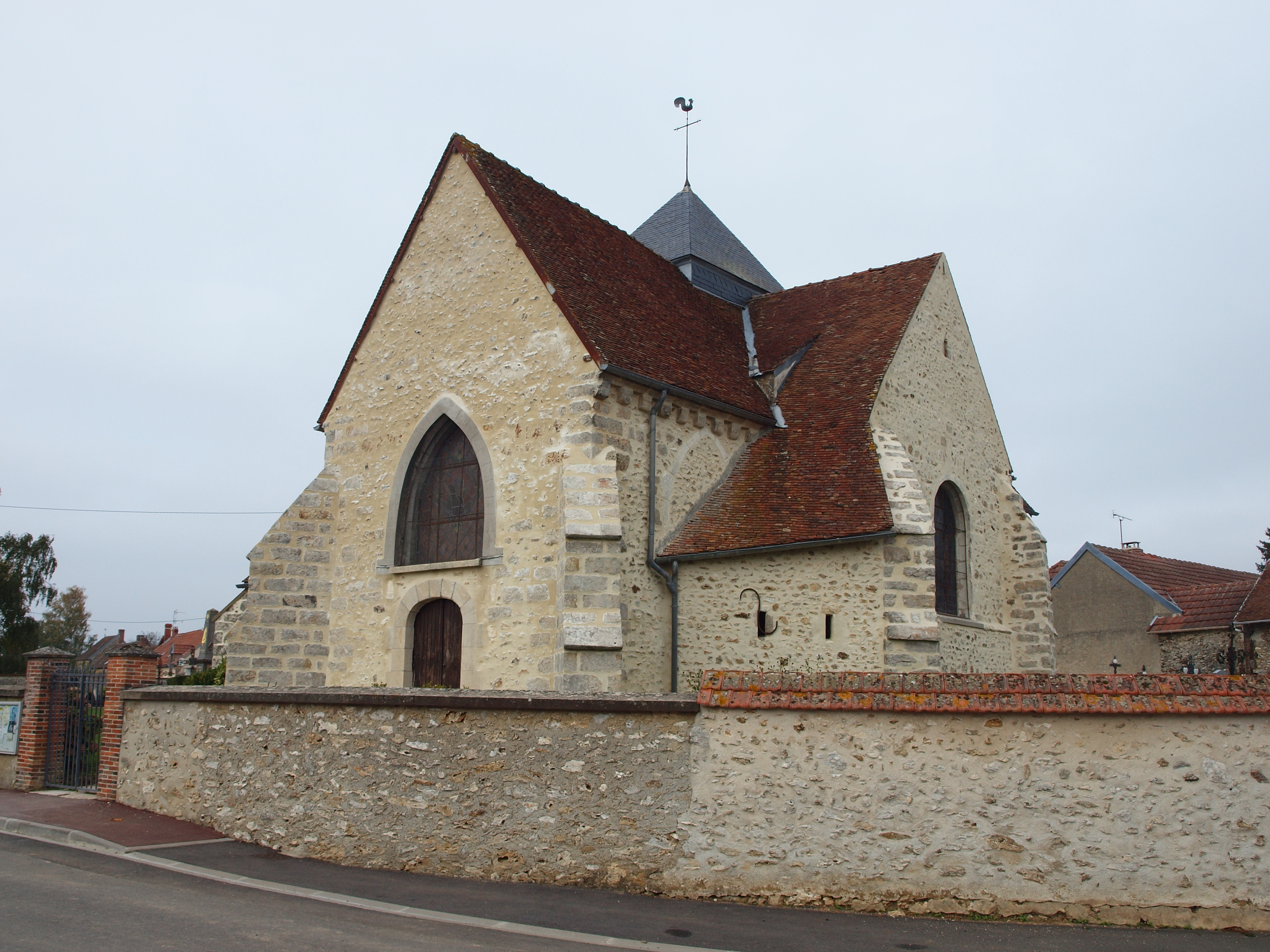
Kirche Saint-Remi
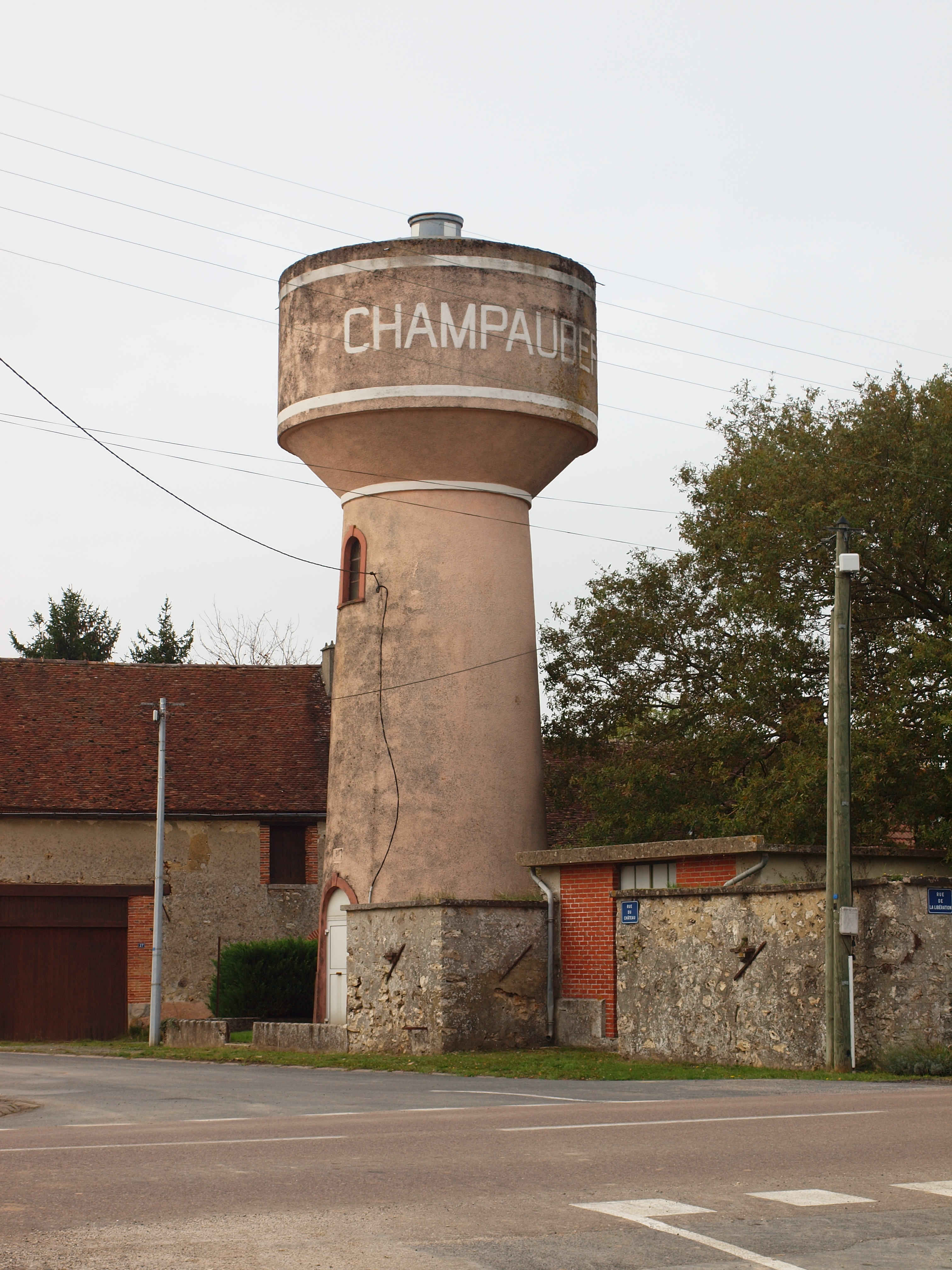
Wasserturm

- Gedenksäule für die Schlachten Napoleons im Februar 1814
- Kirche Saint-Remi
- Wasserturm